# .cf
.cf è il dominio di primo livello nazionale assegnato alla Repubblica Centrafricana.
È amministrato dalla Societe Centrafricaine de Telecommunications (SOCATEL).